# Gran Reserva Sioux

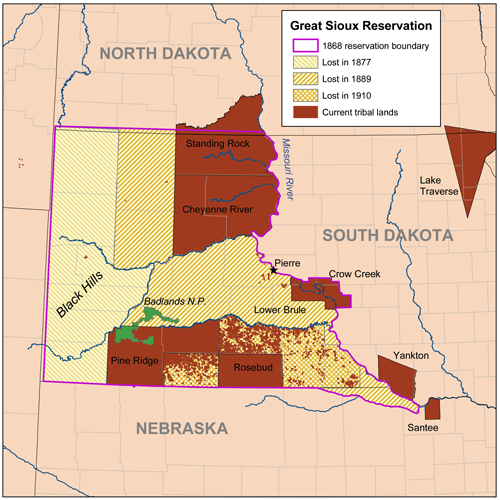
Mapa que mostra la gran reserva sioux i reserves actuals.

La Gran Reserva Sioux va ser l'àrea original que abasta el que avui són les diverses reserves índies de Dakota del Sud i Nebraska.
La reserva va ser establerta pel Tractat de Fort Laramie de 1868, i inclou tota la part occidental de la moderna Dakota del Sud (comunament conegut com a Dakota del Sud "West River) i l'actual Comtat de Boyd (Nebraska). Aquesta àrea va ser establerta pels Estats Units com a reserva per als Sioux Teton, també conegut com a Lakota: les set bandes occidentals dels "Consell dels Set Focs" (la Gran Nació Sioux).

## Reserva
A més de la reserva dedicada als lakota, els sioux es va reservar el dret de caçar i de trànsit per territori "no cedit" en gran part de Wyoming i en les Sandhills i Panhandle de la moderna Nebraska. Com que cada grup tenia el seu territori, els Estats Units establiren una sèrie d'agències a través de la Bureau of Indian Affairs per regular els lakota en aquesta vasta zona.
Els Estats Units van utilitzar el riu Missouri per formar el límit oriental de la reserva, però algunes de les terres dins d'aquesta àrea ja s'havien assignat a altres tribus, com els ponca. La Nació Lakota considera el centre de West River com a llur territori, com ho havia estat des del seu descobriment de la Paha Sapa (Black Hills) en 1765, i el seu domini de la zona després que la conqueriren i expulsaren els xeiene en 1776.
L'expedició a les Black Hills (1874) de Custer des de Fort Abraham Lincoln (vora Bismarck, Territori de Dakota) a les Black Hills o Paha Sapa va descobrir or. L'anunci públic va portar a la zona miners i s'obrí el conflicte amb els lakota. L'Exèrcit dels Estats Units va derrotar els lakota en la Guerra de les Black Hills. Per un nou tractat en 1877, els Estats Units va prendre una franja de terra al llarg de la frontera occidental del territori de Dakota de 80 km d'ample, a més de totes les terres a l'oest dels rius Cheyenne i Belle Fourche, incloent totes les Black Hills a l'actual Dakota del Sud. No obstant això, la major part de la Gran Reserva Sioux va romandre intacta durant altres 13 anys.

## Llei General de Parcel·lació
En 1887 el Congrés aprovà la General Allotment Act, també anomenada Llei de Dawes per trencar les terres indígenes comunals en explotacions familiars individuals. El 2 de març de 1889, el Congrés va aprovar una altra llei (pocs mesos abans Dakota del Nord i Dakota del Sud van ser admesos en la Unió el 2 de novembre de 1889), va dividir la Gran Reserva Sioux i creà cinc reserves més petites: 
- la reserva índia de Standing Rock (que incloïa terra en la moderna Dakota del Nord, que no havia estat part de la Gran Reserva Sioux), amb la seva agència a Fort Yates;
- la reserva índia de Cheyenne River, amb la seva agència al Missouri, prop de la desembocadura del riu Cheyenne (més tard es va traslladar a Eagle Butte després de la construcció de l'embassament Oahe);
- la reserva índia Lower Brulé, amb la seva agència a Fort Thompson;
- La reserva índia de Rosebud o Upper Brulé, amb la seva agència vora Mission; i
- La reserva índia de Pine Ridge (Sioux Oglala), amb la seva agència a Pine Ridge vora la frontera amb Nebraska.

(Ni la reserva índia de Crow Creek, a l'est del riu Missouri al centre de Dakota del Sud, ni la reserva índia de Fort Berthold, a cavall entre el riu Missouri a l'oest de Dakota del Nord, formaven part de l'original Gran Reserva Sioux, encara que molts historiadors assumeixen que eren una o ambdues). Amb els límits d'aquestes cinc reserves establertes, a uns 9 milions d'acres (36.000 km²), la meitat de l'antiga Gran Reserva Sioux, va ser oberta pel govern dels Estats Units a la compra pública per ramaderia i estabulització. Gran part de la zona no va ser estabulitzada fins a la dècada de 1910, després que la Enlarged Homestead Act va augmentar les assignacions a 320 acres (1,3 km²) per "terra semiàrida".
L'assentament va ser encoratjat pels ferrocarrils, i el govern dels Estats Units va emetre publicacions d'instrucció científica (ja que va resultar ser errònies) sobre la forma de conrear la terra. Nous immigrants europeus van arribar a la zona. Les tribus lakota van rebre 1,25 $ per hectàrea, utilitzats per compensar les despeses de les agències en el compliment de les obligacions federals de tractats amb les tribus.

## Llei de parcel·lació Dawes
Per la Dawes Allotment Act, abans de l'assignació de terres a les llars individuals es va fer una llista dels membres de les tribus. (Els Registres de Dawes es van convertir en la base de les qualificacions d'adhesió a la tribu.) El govern va assignar parcel·les 320 acres (1,3 km²) als caps de família, i va declarar tot terreny restant com "excedent". L'adjudicació de les parcel·les individuals i altres mesures reduïren el total de terres de propietat indígena, mentre que el govern va tractar de forçar a la gent a convertir-se a l'estil de vida d'agricultors i artesans. Les assignacions no estaven basades en un coneixement precís de si les terres àrides eren sostenibles per a les explotacions familiars que el govern havia previst, i l'experiència ha demostrat ser un experiment fracassat tant per als Lakota com per a la majoria dels colons. Experts autoproclamats recomanaven el conreu regular del sòl per atreure la humitat del cel.
Va resultar que les Planes foren assentades durant un període més humit del normal. En combinació amb les tècniques agrícoles inadequades i més sequeres de l'habitual, els agricultors crearen les condicions de la Dust Bowl de la dècada de 1930 i molts van haver d'abandonar les seves terres. El govern va vendre terres que havia declarat "excedent" als no nadius per establir-se. Alguns propietaris individuals lakota també van vendre les seves assignacions de terra.
Per la dècada de 1960, els territoris de les cinc reserves s'estaven barrejant, tant a través de les vendes en el marc del procés d'assignació i per mitjà de la presa de terres nord-americana per a projectes de control d'aigua, com la construcció de llac Oahe i altres embassaments de la llera principal al riu Missouri com a part del programa de la Conca del Missouri Pick-Sloan. La Reserva Rosebud, que havia inclòs tots quatre comtats i part d'un altre, s'havia reduït a un sol comtat: comtat de Todd al centre-sud de Dakota del Sud, encara que gran part de la terra de propietat índia es mantenia en els altres comtats. Reduccions similars van ocórrer en les altres reserves.
Encara que moltes granges no índies van ser abandonades durant l'era del Dust Bowl de la dècada de 1930, en lloc de reassignar la terra als sioux, el govern federal va transferir gran part de les terres abandonades a les agències federals, per exemple, el Servei de Parcs Nacionals es va fer càrrec de part dels moderns Prades Nacionals i al Bureau of Land Management se li va assignar altres terres per a la gestió. En alguns casos, els EUA s'apropiaren de més terres de les reserves reduïdes, com en el cas de Badlands Bombing Range de la Segona Guerra Mundial, pres als Sioux Oglala de Pine Ridge. Tot i que el rang va ser declarat excedent de les necessitats de la USAF en la dècada de 1960, va ser transferida al Servei de Parcs Nacionals i no va tornar a la propietat comunal de la tribu.
Tenint en compte les Black Hills sagrades i preses il·legalment, els lakota va interposar una demanda contra el govern dels Estats Units per a la devolució de la terra. En la United States v. Sioux Nation of Indians de 1980 la Cort Suprema dels Estats Units va confirmar la seva posició en què la terra havia estat presa de manera il·legal, i el govern dels Estats Units va oferir una compensació econòmica. Els Lakota Oglala persistiren en la seva demanda de tenir la terra retornada a la seva nació; El compte amb la seva remuneració està guanyant interès.
Tant dins com fora dels límits de la reserva a West River, els Lakota són una part integral de la regió i de la seva història: moltes ciutats tenen noms lakota, com Owanka, Wasta, i Oacoma. Ciutats com Hot Springs, Timber Lake i SSpearfish tenen noms en anglès originats en noms lakota. Alguns rius i muntanyes conserven noms lakota. La cacera tradicional lakota del búfal i antílop pasturen juntament amb bestiar boví i oví, i la cria de bisó és cada vegada més gran a les Grans Planes. Nombrosos monuments honoren herois lakota i herois i esdeveniments euroamericans.